# فرانچسکو ولیانی
فرانچسکو ولیانی (انگلیسی: Francesco Valiani؛ زادهٔ ۲۹ اکتبر ۱۹۸۰) بازیکن فوتبال اهل ایتالیا است.
از باشگاه‌هایی که در آن بازی کرده‌است می‌توان به باشگاه فوتبال پارما، باشگاه فوتبال بولونیا، باشگاه فوتبال باری، باشگاه فوتبال پیستویزه، باشگاه فوتبال روبور سیه‌نا، باشگاه فوتبال لاتینا، و باشگاه فوتبال لیورنو اشاره کرد.